# Ansbertians
Ansbertians és el nom donat a una nissaga franca formada pels descendents d'Ansbert el Senador.
Ansbert fou el suposat pare d'Arnoald, al seu torn suposat pare de santa Doda, casada amb sant Arnulf de Metz, que va originar els arnúlfides i a través del seu fill Ansegisel és l'ancestre dels carolingis.